# Wołczyn (województwo zachodniopomorskie)
Wołczyn (niem. Kinderfreude) – wieś w Polsce położona w województwie zachodniopomorskim, w powiecie pyrzyckim, w gminie Lipiany.
W latach 1975–1998 miejscowość należała administracyjnie do województwa szczecińskiego.

## Zabytki
- dwór, park dworski[4].